# 学徒勤労動員
学徒勤労動員（がくときんろうどういん）または学徒動員（がくとどういん）または勤労動員とは、第二次世界大戦末期の1943年（昭和18年）以降に深刻な労働力不足を補うために、中等学校以上の生徒や学生が軍需産業や食料生産に動員されたことである。

## 沿革
日中戦争が進展するにしたがい、労務動員に多くの要員が求められた。
1938年（昭和13年）
- 6月9日、文部省は「集団的勤労作業運動実施ニ関スル件」を通牒した[1]。これにより、学生・生徒は夏季休暇の始期終期その他適当な長期休業中に中等学校低学年は3日、それ以外は5日の勤労奉仕に従事することを義務付けられた。農事、家事、清掃、修理、防空施設や軍用品に関する簡易な作業などが内容であった[1]。同年、国家総動員法が制定された。

1939年（昭和14年）
- 7月8日国民徴用令が公布、7月15日施行された。

1941年（昭和16年）
- 2月、青少年学徒食糧飼料等増産運動実施要項において1年のうち30日以内の木炭増産、飼料資源の開発、食糧増産等を授業として認めた[1]。1941年8月には学校報国隊が結成された[1]。
- 10月16日、勅令で大学・高等学校・専門学校の修業年限の短縮が通達され、文部省は省令「大学学部等ノ在学年限又ハ修業年限ノ昭和十六年度臨時短縮ニ関スル件」を公布し、大学・専門学校・実業専門学校の修業年限を三か月短縮した[1]。
- 11月1日、1942年度は予科・高校を加えて6か月短縮と決定し、繰り上げ卒業はじまる。

1943年（昭和18年）
- 戦争拡大にともない、軍需部門を中心に労働力不足が深刻化したため、6月25日に東条内閣は「学徒戦時動員体制確立要綱」を閣議決定し、学校報国隊を強化し、戦技・特技・防空訓練を図り、女子は救護訓練を行った[1]。
- 10月12日、閣議で、「教育ニ関スル戦時非常措置方策」を決定。全国の学生の徴集延期を停止し、徴兵検査が行われることとなった。なお、理工科など四系統の学生については検査は受けるものの入営を延期する措置が採られた。具体的には (1)理工科、医科の学生、(2)農業科のうち林学、農芸化学、農林化学、畜産関係の学科の学生、(3)師範学校、高等師範学校の学生、(4)その他満州国の武官たる学校の生徒である[2]。また、義務教育8年制を無期延期し、高等学校文科を3分の1減じ、理科を増員し、文科系大学を理科系へ転換し、勤労動員を年間3分の1実施することなどが盛り込まれた。

1944年（昭和19年）
- 1月8日、政府は「緊急国民勤労動員方策要綱」と「緊急学徒勤労動員方策要綱」を閣議決定した[1]。学徒勤労動員は年間4か月を継続して行うこととする。
- 2月25日、「決戦非常措置要綱」を閣議決定した[1]。
- 3月7日、「決戦非常措置要綱ニ基ク学徒動員実施要綱」で、学徒勤労動員の通年実施、学校の種類による学徒の計画的適正配置、教職員の指導と勤労管理が閣議決定され、文部省は詳細な学校別動員基準を決定した[1]。
- 4月には全国学徒は軍需工場へ動員された[1]。文部省は「学徒勤労動員実施要領ニ関スル件」を発令した[1]。
- 7月10日、閣議で、科学技術者動員計画設定要綱を決定し、航空機の生産増強のための理科系学校卒業者の動員、科学技術者の短期養成計画などがもりこまれた。
- 7月11日の「航空機緊急増産ニ関スル非常措置ノ件」閣議決定によって、学徒動員の強化が目指され、文部省は「学徒勤労ノ徹底強化ニ関スル件」を通牒し、供給不足の場合は中等学校低学年生徒の動員、深夜業を中等学校三年以上の男子のみならず女子学徒にも課するなどを指令した[1]。
- 8月23日、学徒勤労令が女子挺身勤労令と同日に公布された[1]。これにより、学徒勤労動員に法的措置をおこない、大学・高専の2年以上の理科系学徒1000人に限り勤労動員より除外し科学研究要員とする。
- 12月、「動員学徒援護事業要綱」が閣議決定した[1]。
- 12月1日、閣議で、中等学校の新規卒業予定者の勤労動員の継続を決定。

1945年（昭和20年）
- 3月18日には「決戦教育措置要綱」を閣議決定した[1]。これにより、国民学校初等科以外のすべての学校において、4月から1年間の授業停止による学徒勤労総動員の体制がとられた。
- 5月22日、戦時教育令が公布された[1]。これにより、全学校・職場に学徒隊を結成。
- 7月11日、勅令で、文部省に学徒動員局を設置。
- 8月16日、文部次官通牒「動員解除に関する件」により事実上の動員解除。
- 9月4日、勅令516号により文部省官制を改正、翌日、学徒動員局を廃止[3]、体育局へと改組。
- 10月6日、勅令第564号により戦時教育令が廃止される。
- 10月10日、勅令166号により学徒勤労令を廃止。

## 動員率
動員率は1945年（昭和20年）3月現在の統計では以下の結果となっていた。
- 大学・高専・師範学校 - 64.1%
- 中等学校（中学校・高等女学校・実業学校） - 81.9%
- 国民学校高等科 - 58.6%

同年8月15日の終戦の詔勅を、勤労先で聞いた動員学徒は340万人であった。

## 犠牲
勤労動員の生徒の中には、動員中に戦災や災害で犠牲になる者もいた。
1944年（昭和19年）12月7日午後1時36分の昭和東南海地震では、愛知県半田市の中島飛行機半田製作所の死者153人のうち、96人が動員学徒だった。生存した学徒も、被害について絶対に口外しないようにとする、戦時統制に基づく通達の厳しい緘口令が敷かれた。1945年6月9日、名古屋市熱田区の愛知時計電機船方工場・愛知航空機（現愛知機械工業）工場に行われた熱田空襲では、従業員や動員学徒約2万2,000名のうち1,045名が死亡、約3,000名が負傷した。
8月6日の広島原爆投下では、広島陸軍兵器補給廠に出勤した学徒や、広島電鉄の路面電車の運転手・車掌だった学徒、建物疎開に参加していた学徒が多数被爆した。特に、爆心地付近の中国軍管区司令部にいた学徒は即死。建物疎開のために広島市とその近郊の中学校39校から集まった中学1年生の学徒約8,000人は、屋外にいたため原爆の熱線や爆風、放射線が直撃し、当日中に約3,200人が死亡、その後も1ヶ月以内に約6,000人が死亡した。生存した学徒も、自分だけ生還したという後悔の念がトラウマ（サバイバーズ・ギルト）になった者や、顔にケロイドを負う後遺症が残った者もいたほか、第二次性徴だった女性を中心に乳癌の発症率が高いというデータがある。